# Liste des îles d'Afrique du Sud
Voici une liste des îles d’Afrique du Sud :
- Île de Dassen
- Archipel du Prince-Édouard
  - Île Marion
  - Île du Prince-Édouard
- Robben Island
- St. Croix Island